# Tłumaczenia interlinearne
Tłumaczenie interlinearne – tłumaczenie, w którym obok siebie znajdują się: oryginał i tłumaczenie o charakterze dosłownym na dany język. Mogą być też inne linie tekstu, takie jak zapis fonetyczny lub kody gramatyczne. Tłumaczenia te stosuje się często w literaturze lingwistycznej i materiałach do nauki języków obcych, a także w niektórych przekładach Biblii.
W Polsce opublikowane zostały następujące przekłady interlinearne Biblii:
- Hebrajsko-polski Stary Testament
- Grecko-Polski Stary Testament - Księgi Greckie
- Grecko-polski Nowy Testament